# تامارا سمارت
تامارا سمارت هي ممثلة إنجليزية ولدت في 14 يونيو 2005.

## روابط خارجية
- تامارا سمارت على موقع IMDb (الإنجليزية)
- تامارا سمارت على موقع ميتاكريتيك (الإنجليزية)
- تامارا سمارت على موقع روتن توميتوز (الإنجليزية)
- تامارا سمارت على موقع ألو سيني (الفرنسية)
- تامارا سمارت على موقع أول موفي (الإنجليزية)
- تامارا سمارت على موقع قاعدة بيانات الفيلم (الإنجليزية)